# NASDAQ-100 Open 2002
NASDAQ-100 Open 2002 — тенісний турнір, що проходив на відкритих кортах з твердим покриттям. Це був 18-й за ліком Мастерс Маямі. Належав до серії Tennis Masters в рамках Туру ATP 2002, а також до серії Tier I в рамках Туру WTA 2002. І чоловічий і жіночий турніри відбулись у Tennis Center at Crandon Park у Кі-Біскейні (США) з 18 березня до 1 квітня 2002 року.

## Переможниці та фіналістки

### Одиночний розряд, чоловіки
Андре Агассі —  Роджер Федерер 6–3, 6–3, 3–6, 6–4
- Для Агассі це був 2-й титул за сезон і 52-й - за кар'єру. Це був його 1-й титул Мастерс за сезонr і 13-й - за кар'єру. Це була його 5-та перемога на цьому турнірі після 1990, 1995, 1996 і 2001 років. Для Федерера це було перше потрапляння у фінал турніру Мастерс.

### Одиночний розряд, жінки
Серена Вільямс —  Дженніфер Капріаті 7–5, 7–6(7–4)
- Для Вільямс це був 2-й титул за сезон і 23-й — за кар'єру. Це був її 1-й титул Tier I за сезон і 4-й — за кар'єру.

### Парний розряд, чоловіки
Марк Ноулз /  Деніел Нестор —  Доналд Джонсон /  Джаред Палмер 6–3, 3–6, 6–1
- Для Ноулза це був 4-й титул за сезон і 21-й — за кар'єру. Для Нестора це був 4-й титул за сезон і 24-й - за кар'єру.

### Парний розряд, жінки
Ліза Реймонд /  Ренне Стаббс —  Вірхінія Руано Паскуаль /  Паола Суарес 7–6(7–4), 6–7(4–7), 6–3
- Для Реймонд це був 6-й титул за сезон і 36-й — за кар'єру. Для Стаббс це був 5-й титул за сезон і 38-й — за кар'єру.